# عبد العزيز هارون
عبد العزيز هارون، لاعب كرة قدم سعودي، يلعب في نادي الهدى.

## مسيرة اللاعب
لعب سابقاً في نادي الشباب ونادي الخليج ونادي التقدم ونادي المجزل ونادي الرياض ونادي البكيرية ونادي النهضة ونادي الشرق ونادي الهدى.

## الحياة الشخصية
عبد العزيز هو شقيق اللاعب عامر هارون.

## روابط خارجية
- عبد العزيز هارون على موقع قاعدة بيانات كرة القدم.إي يو (الإنجليزية)
- عبد العزيز هارون على موقع Soccerway.com (الإنجليزية)
- عبد العزيز هارون على موقع كووورة